# Alejo Barrios
Alejo Barrios Contreras (Huasco, 21 de octubre de 1839—Valparaíso, 18 de diciembre de 1909) fue un comerciante, regidor, Alcalde de Valparaíso entre 1888-1891 y diputado chileno.

## Vida
Hijo de Pedro Bautista Barrios Cortés y de Carmen Contreras Muñoz. Casado el 17 de febrero de 1872 con Manuela Herrera La Puerta, con 4 hijas.
Diputado por Elqui para el período de 1888 a 1891. Integró la Comisión de Elecciones, calificadora de peticiones.
Diputado por Valparaíso y Casablanca para el período 1891 a 1894; 1894 a 1897; 1897 a 1900; 1900 a 1903. Integró la Comisión de Gobierno y Relaciones Exteriores; la Comisión de Elecciones, calificadora de peticiones; la Comisión de Educación y Beneficencia y la Comisión de Policía Interior y ocupó la Segunda Vicepresidencia desde el 6 de diciembre de 1892 al 29 de abril de 1893.
Fue Militante del partido Nacional y del Liberal-Coalicionista en 1901.
Falleció en Valparaíso el 18 de diciembre de 1909.